# Tayando-eilanden
De Tayando-eilanden (Indonesisch: Kepulauan Tayando) zijn een laag liggende eilandengroep iets ten westen van de grotere Kei-eilanden. De groep behoort tot de Molukken (Indonesië). Het belangrijkste eiland is Tayando met de dorpen Yamru en Ohoiel. Verder zijn er de eilanden Walir, Heniar (met dorp Tayando Yamtel) en diverse kleinere eilandjes.
Bestuurlijk vormt de eilandengroep een district (Kecamatan) genaamd Tayando Tam dat deel is van het stadje Tual (Kota Tual), tevens het administratieve centrum van de Kei-eilanden en direct onder het bestuur van de provincie Maluku vallend.